# たてながHAMA大国
『たてながHAMA大国』（たてながはまたいこく）は、テレビ神奈川（TVK、現tvk）で1995年10月から1997年3月まで放送された生放送のワイド番組である。土日および年末年始、夏の高校野球神奈川大会放送時は放送休止。

## 概要
1995年11月1日の東京メトロポリタンテレビジョン（東京MXテレビ→TOKYO MX）開局に危機感を持ったTVKが、社運をかけてスタートさせた生ワイドショー。「東京NEWS」の12時間には及ばないが、6時間45分というぶち抜き編成を行い、在京メディアをも驚かせた。キャッチフレーズは「きょう見新神（きょうみしんしん）・地元コネクション」。「東京NEWS」の「映像記者」に対抗し、「情報LANer」（情報ランナー）というビデオジャーナリストチームを組織した。
しかし、対抗相手としていた東京MXテレビの編成などを睨みつつ、開始半年後の1996年春改編を機に番組枠を3時間と半分以下に短縮。さらに同年秋改編ではアシスタントを局アナに変更するなどのダウンサイズを行ったのち、半年後の1997年3月をもって、わずか1年半という短い期間で番組は終了。後継番組となるHAMA大国へと引き継がれる。
また、番組のダウンサイズ→終了に合わせた改編で、平日早朝に新たな音楽情報番組「saku saku morning call」（初期はパフィーがMCを務めた）の立ち上げとそれに伴う平日の放送開始時間繰り上げ（7:30→6:45）という変化もあった。
なお、この番組を開始するにあたり、新たなスタジオが旧放送センター3階の社長室跡地に設けられた。オフィスを見渡せるガラス張りのスタジオで、背景となる3階フロアもスタジオ新設と同時に改装された。スタジオ名称は一般公募で「SEAスタジオ」と名付けられた。SEA（海）のほか「SEE」（見える）という意味がある。このスタジオはこの番組での使用を念頭に、報道（TVKニュース）や小規模生番組でも使用された。
以後は放送期間に応じて番組内容や出演者などを記す。

## 放送時間と歴代出演者

### 1995.10-1996.3
11:45-18:30
MC
- 仲田憲正（月・火）
- 志賀正浩（水-金）

アシスタント
- 草野ふみえ（月-金）

情報LANer
- 田口彰男（月）
- 坂本紅子（火）
- 高橋麻緒（水）（当時tvk情報部ディレクター、主に中華街担当、現NHK制作局ディレクター）
- 大谷英典（木）（-1996.2）
- 田近朱里（金）（後に報道部に異動）

- なお、以下の番組を内包していた。
  - 「横浜市だより」（11:55〜12:00）
  - 「カフェシティヨコハマ」（12:00〜12:30、横浜そごうから、司会者同士のジャンクションあり）
  - 「Siesta」（月〜木、15:30〜16:00、ミューコム制作）
  - 「神奈川の教育」、「教師の時間」（金、15:40〜、神奈川県制作）
  - 「16ers TV」（16:55〜17:50、一部曜日は横浜そごうから、ミューコム制作）
  - 全国紙提供テレビニュース（4社ニュース）
    - 「朝日フラッシュニュース」（月・17:50〜18:00）
    - 「読売新聞ニュース」（火・17:50〜18:00）
    - 「産経新聞ニュース」（水・17:50〜18:00）
    - 「東京新聞ニュース」（木・17:50〜18:00）

（金曜は毎日新聞のテレビニュース撤退に伴い「TVKニュース」を拡大放送）
※新聞社ニュース以外は、開始前に「たてながHAMA大国」のクレジットが流れた。
- 司会者を含め中継を多用した構成だった。
- FAX・生電話でトークテーマを募集した。これは今の1230アッと!!ハマランチョにまで受け継がれている。
- 13:00〜、14:00〜、15:00〜から数分を「ハマたいむ」と呼び、トークテーマ紹介、TVKニュースや天気予報の時間に充てたが、この名称は次第に消滅する。
- TVK初と思われる全国ニュース「TVK FLASH NEWS」（共同通信社から配信）があった。
- コーナーは原則として「おしゃべりトマト」から引き継いだが、時間が長いためゆとりある進行であった。
- 定時定時にコーナー開始予定時刻が流れていた。（1999年3月まで）。

### 1996.4-1996.9
12:30-15:30（金曜は12:30-15:40）
MC
- 黒部幸英（月・火）
- 志賀正浩（水・金）

アシスタント
- 草野ふみえ（月-金）

情報LANer
- 田口彰男
- 坂本紅子
- 高橋麻緒

- 「カフェシティヨコハマ」打ち切りとナイターの関係で、3時間の放送となる。
- コーナーは原則引き継ぎ。黒部は「カフェシティヨコハマ」から異動。

### 1996.10-1997.3
12:30-15:30（金曜は12:30-15:40）
MC・アシスタント
- 志賀正浩・松本麻美（当時TVK契約アナウンサー）月・火
- 黒部幸英・武田川彩子（当時TVK契約アナウンサー）水
- 草野ふみえ・久保弘毅（当時TVKアナウンサー）木・金

情報LANer
- 田口彰男
- 坂本紅子
- 高橋麻緒